# 萬那杜健康

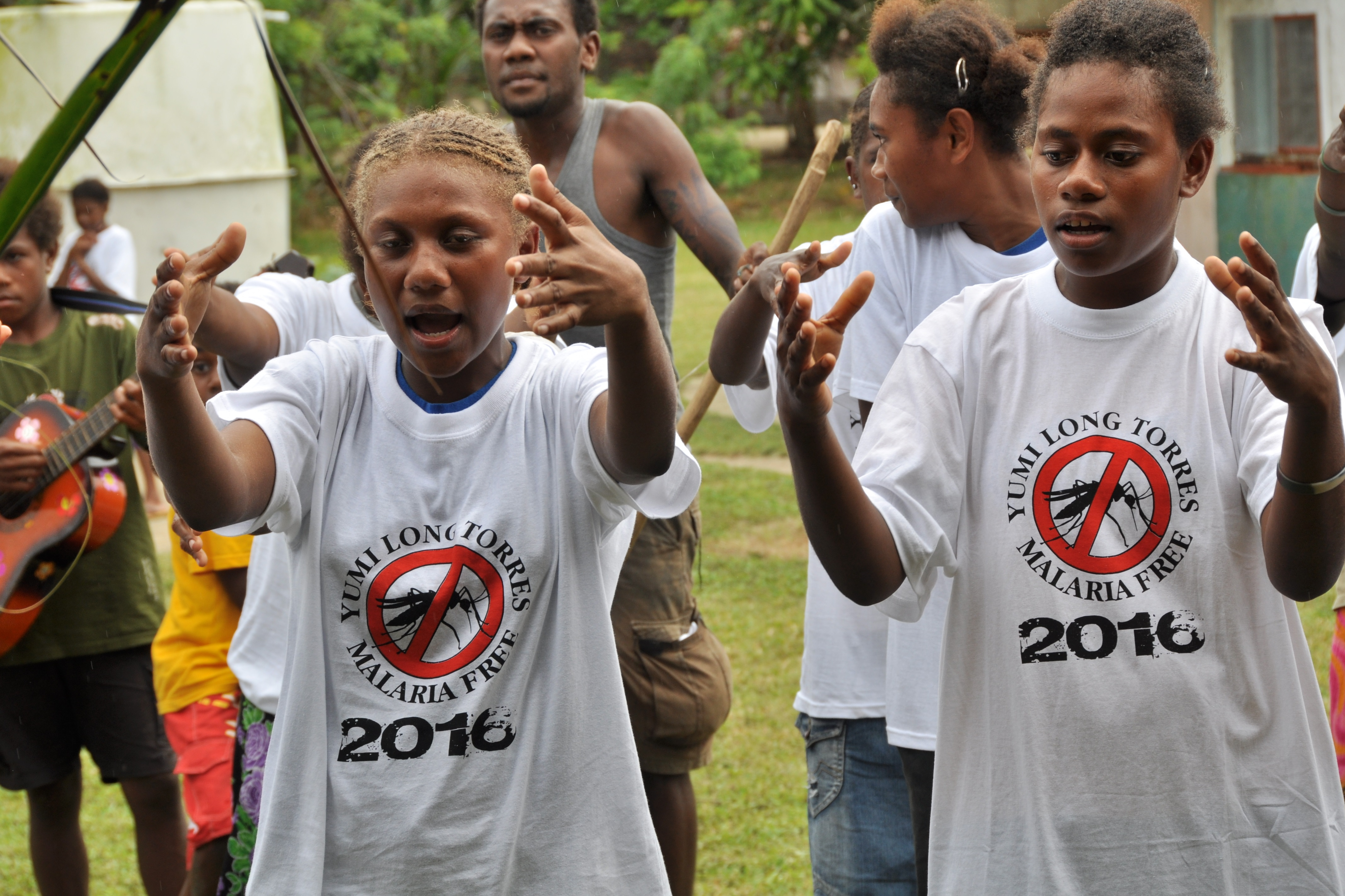
2012年9月，萬那杜洛島上的消除瘧疾計畫活動照片。

萬那杜是南太平洋國家，屬熱帶氣候，約有80%人口住在與世隔絕的農村，自給自足，最大的健康威脅是瘧疾傳播。該國男性平均預期壽命為67歲，女性為70歲。官方統計顯示，萬那杜的嬰兒死亡率於20世紀末期下降，從1967年每千人中有123例死亡，下降至1999年的每千人25例。到了2020年，萬那杜嬰兒死亡率為每千人4例。

## 健康照護
萬那杜每年人均衛生支出約139美元，僅有西太平洋地區平均值的四分之一不到。占該國國內生產總值的4.2%。萬那杜非常缺乏合格醫療、衛生保健專業人員，平均每千人僅能分配到1.77名醫護人力，預估萬那杜護理教育中心（Vanuatu Centre for Nursing Education）畢業生人數也將低於該國預估醫護人員退休人數。
萬那杜是群島國家，地理位置孤絕偏僻的社區缺乏基礎醫療衛生與教育資源。當地宗教組織（如教會）、社區組織和非政府組織提供許多農村最低限度的衛生健康資源。萬那杜政府的衛生和教育服務也很難跟上都市地區快速增長的衛生健康需求，包括首都首都維拉港附近的違建、棚屋區，以及盧甘維爾等規模較小的城市及其近郊。
2018年10月，在聯合國兒童基金會支持下，兩家商業無人機公司提出的「向39個偏遠村莊空運疫苗」計畫獲得萬那杜民眾重視。無人機可持續飛行100 km（62 mi），載重2.5（5.5磅），可用於運送疫苗、藥物或蒐集樣本加以分析，比傳統方法更有效益。同年12月，澳洲公司首次使用無人機載送疫苗，為萬那杜嬰兒接種。這批疫苗可供13名嬰兒和5名孕婦使用，裝在保麗龍箱中、配有冰袋和溫度計；無人機航程約25分鐘，橫越埃羅芒阿島，從該島西部的狄龍灣（Dillon's Bay）送到東部的庫克灣（Cook's Bay）。
2018年時，萬那杜有5家公立醫院、1家民營醫院，萬那杜諸島上有27座健康中心，更偏遠的地方則設有200多個救護站。該國2家主要的轉診醫院則設在維拉港和盧甘維爾。